# Nervosa

Nervosa v roce 2021

Nervosa je brazilská thrash metalová hudební skupina z města São Paulo založená roku 2010. Má podepsanou smlouvu u rakouského vydavatelství Napalm Records, kde vydala čtyři studiová alba (k roku 2022). V kapele působí jen ženy.

## Historie
Kapela byla založena v roce 2010 zpěvačkou a kytaristkou Prikou Amaral, Karem Ramos (kytara) a bubenicí Fernandou Terra. O rok později se přidala baskytaristka Fernanda Lira, zatímco Karen Ramos skupinu opustila. V roce 2012 Nervosa vydala demo Time of Death a vytvořila hudební klip ke skladbě Masked Betrayer, což zaujalo rakouské hudební vydavatelství Napalm Records. Bubenice Fernanda Terra opustila kapelu krátce poté. Zpočátku ji nahradila Jully Lee a později Pitchu Ferraz.
V roce 2014 vyšlo jejich debutové studiové album Victim of Yourself, po kterém následovalo rozsáhlé turné po Jižní Americe. V létě 2015 Nervosa odehrála své první koncerty v Evropě spolu se skupinou Hirax.
Na jaře 2016 Nervosa odehrála své první koncerty i v USA. Druhé studiové album Agony vyšlo 3. června 2016. O měsíc později opustila kapelu bubenice Pitchu Ferraz, kterou dočasně nahradila Kanaďanka Samantha Landa. Na podzim 2016 následovalo evropské turné s Destruction, Flotsam and Jetsam a Enforcer. V březnu 2017 kapela představila Luanu Dametto jako novou bubenici.
V února 2018 začalo nahrávání třetího studiového alba Downfall of Mankind, které vyšlo 1. června 2018. Následovala turné v Jižní a Severní Americe, Evropě a Asii.
V dubnu 2020 opustily kapelu Fernanda Lira a Luana Dametto. Zakládající členka skupiny Prika Amaral ale nezůstala dlouho sama, doplnily ji zpěvačka Diva Satanica, baskytaristka Mia Wallace a bubenice Eleni Nota.  
Koncem srpna 2022 bylo oznámeno, že bubenice Eleni Nota opustila kapelu kvůli zdravotním problémům a nahradila ji Nanu Villalba. O necelé čtyři měsíce později bylo oznámeno, že Villalba odešla z kapely kvůli "nedostatku společné dohody". V lednu 2023 bylo oznámeno, že Helena Kotina (která v roce 2022 zaskakovala na baskytaru za Miu Wallace) se připojila ke kapele jako druhá kytaristka. Vyšlo najevo, že se ke kapele připojila již v březnu 2021, několik měsíců poté, co kapela vydala album Perpetual Chaos. v září 2022 bylo také oznámeno, že se kapela rozloučila se zpěvačkou Divou Satánicou.
Koncem března 2023 kapela oznámila několik změn v sestavě: zakládající kytaristka Prika Amaral se stane i zpěvačkou kapely, baskytaristku Miu Wallace nahradila Hel Pyre a novou bubenicí kapely se stala Michaela Naydenová. Kapela také vydala nový singl s názvem "Endless Ambition".

## Diskografie

### Dema
- Time of Death (2012)

### Studiová alba
- Victim of Yourself (2014, Napalm Records)
- Agony (2016, Napalm Records)
- Downfall of Mankind (2018, Napalm Records)
- Perpetual Chaos (2021, Napalm Records)
- Jailbreak (2023, Napalm Records)